# روي السيد الصغير
روي، السيد الصغير هو سلسلة مغامرات رسوم متحركة، من إنتاج بي ار بي انترناشونال والتلفزيون الإسبانيا، وتنفيذ نيبون أنيميشن. تستند إلى حياة إل سيد، بطل إسباني من القرن الحادي عشر، وهي أول مشروع أصلي لكلاوديو بيرن بويد.}ِ

## الملخص
تدور القصة حول مغامرات خيالية من طفولة السيد في مملكة قشتالة بالقرن الحادي عشر. في بداية كل فصل مقدمة تاريخية عن تلك الفترة: الملك فرناندو الأول كان دائم الحرب مع باقي ممالك شبه الجزيرة وقد وحّد قشتالة مع ليون، وهو ما رفضه بعض نبلاء ليون. في هذا الوقت كان رودريغو الصغير يحلم بأن يصبح فارسًا شجاعًا.

## طاقم التمثيل الإسباني
- كلاوديو رودريغيز بدور الراوي

- آنا أنخليس غارسيا بدور روي

- ماتيلدي فيلاريينو بدور خيمينا

- تيوفيلو مارتينيث بدور الراهب أماديو

## طاقم التمثيل الياباني
- ناوكو واتانابي بدور روي

- أكيكو تسوبوي بدور تيريزا

- كينبي آزوسا بدور الملك فرناندو

## قائمة الحلقات
| #  | اسم الحلقة              | تاريخ الاصدار الاصلي |
| -- | ----------------------- | -------------------- |
| 1  | في بلدة تدعى فيفار      | 1980-9-10            |
| 2  | روي، أنا والدك          | سيعلن لاحقاً          |
| 3  | روي في الدير            | سيعلن لاحقاً          |
| 4  | حمار في الكنيسة         | سيعلن لاحقاً          |
| 5  | روي مسجون               | سيعلن لاحقاً          |
| 6  | روي، زعيم العصابة       | سيعلن لاحقاً          |
| 7  | برج العملاق             | سيعلن لاحقاً          |
| 8  | روي يحلق                | سيعلن لاحقاً          |
| 9  | الحدوة الفضية           | سيعلن لاحقاً          |
| 10 | روي و المتشردون الثلاثة | سيعلن لاحقاً          |
| 11 | القلعة المحاصرة         | سيعلن لاحقاً          |
| 12 | الفارس المصنوع من برونز | سيعلن لاحقاً          |
| 13 | اختطاف فلوريندا         | سيعلن لاحقاً          |
| 14 | ليلة في المقبرة         | سيعلن لاحقاً          |
| 15 | البطل المجنون           | سيعلن لاحقاً          |
| 16 | روي يستعيد بيكا         | سيعلن لاحقاً          |
| 17 | الراية                  | سيعلن لاحقاً          |
| 18 | شبح دونيا بريغيلا       | سيعلن لاحقاً          |
| 19 | قلعة لمارتين            | سيعلن لاحقاً          |
| 20 | أجراس بانكروبو          | سيعلن لاحقاً          |
| 21 | رجال الجبل              | سيعلن لاحقاً          |
| 22 | جسر الحجاج              | سيعلن لاحقاً          |
| 23 | الموأمرة                | سيعلن لاحقاً          |
| 24 | سهم قاتل                | سيعلن لاحقاً          |
| 25 | الملك في خطر            | سيعلن لاحقاً          |
| 26 | روي، أل سيد             | سيعلن لاحقاً          |